# Gamay

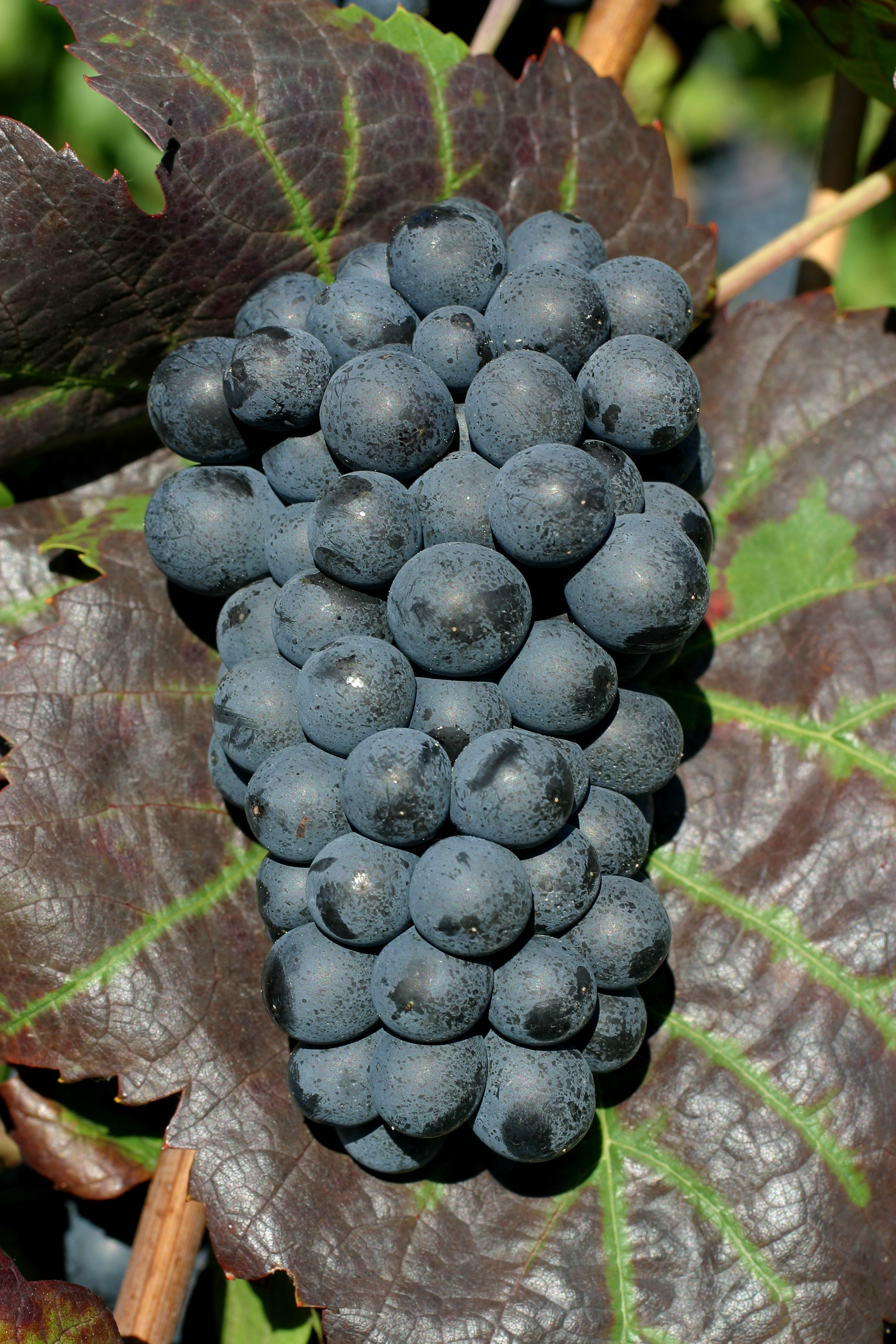
Gamay noir

Gamay noir ist eine Rotweinsorte, die vor allem im Beaujolais (90 % der Rebfläche) angepflanzt wurde. Insgesamt werden in Frankreich 31.771 Hektar bestockt, davon 60 % allein im Beaujolais-Gebiet (Stand: 2007).

## Anbaugebiete
Im Norden des Beaujolais profitiert die Rebsorte von den schiefer- und kalkhaltigen Granitböden. Dort befinden sich zehn Crus: Saint-Amour (317 ha), Weinbaugebiet Juliénas (609 ha), Weinbaugebiet Chénas (285 ha), Moulin à Vent (681 ha), Morgon (1.132 ha), Weinbaugebiet Chiroubles (376 ha), Fleurie (Weinbaugebiet) (879 ha), Brouilly und Côte de Brouilly (1.315 und 331 ha) sowie Régnié (746 ha). Im südlichen Teil gibt es sowohl Steinböden, die Villages-Qualität erzeugen, wie auch lehmige Böden, die gute Alltagsweine und respektable Primeurs hervorbringen. Zum Beaujolais gehören darüber hinaus die Weine des Anbaugebiets Coteaux du Lyonnais.
In Frankreich wird der Gamay außerhalb des Beaujolais vor allem im Mâconnais und an der Loire angebaut, wo er als Vin des Pays du Jardin de la France verkauft wird. In anderen Gegenden wird Gamay manchmal (meist im Verhältnis 2:1) zusammen mit Pinot noir gekeltert. In der Auvergne, in der Gegend von Riom, etwa zehn km nördlich von Clermont-Ferrand, im Department Allier, bis ca. 30 km südlich im Department Puy-de-Dôme, nimmt der Gamay 80 % (weitere Rebsorten sind Chardonnay und Pinot Noir, wie in Burgund) ein. Die Rebe profitiert hier von den Vulkanböden (z. B. der Petite grappes sûr Basalte von Saint-Verny) und dem moderaten Regen (nach Westen schirmt die Chaine des Puys das Gebiet ab). Auch ist hier ein Cuvée mit Pinot noir gebräuchlich.
Ein Verschnitt mit Pinot Noir ist der AOC Bourgogne Passetoutgrains im Burgund, aber auch der Dole de Sierre im Schweizer Kanton Wallis und der Salvagnin im benachbarten Kanton Waadt. In der Schweiz wird der Gamay sortenrein als AOC Gamay de Genève angeboten. Dort wurde eine Rebfläche von 1550 Hektar erhoben (Stand 2007, Quelle: Office fédéral de l'agriculture OFAG). In Italien wird er im Aostatal angebaut. Beim Gamay del Trasimeno (auch Gamay Perugino genannt), einer am Lago Trasimeno angebauten Sorte, handelt es sich tatsächlich um eine Spielart des Grenache.

## Herkunft und Abstammung
Die Sorte Gamay ist eine natürliche Kreuzung der Sorten Pinot und Gouais Blanc.
Aus der gleichen Sorten gingen auch die Sorten Aligoté, Aubin Vert, Auxerrois, Bachet Noir, Beaunoir, Chardonnay, Dameron, Franc Noir de la Haute Saône, Gamay Blanc Gloriod, Knipperlé, Melon de Bourgogne, Peurion, Romorantin, Roublot und Sacy aus spontanen Kreuzungen zwischen Pinot und Gouais Blanc hervor. Da die genetischen Unterschiede zwischen Pinot Blanc, Pinot gris und Pinot noir äußerst gering sind, liegt eine genaue Spezifizierung des Pinot-Typs noch nicht vor.
Der Erfolg dieser spontanen Kreuzung wird dadurch erklärt, dass die beiden Elternsorten genetisch gesehen grundverschieden sind. Während die Sorten der Pinot-Familie vermutlich aus dem Burgund stammen, wurde der Gouais Blanc von den Römern nach Frankreich gebracht. In den Rebgärten des Burgunds und der südlichen Champagne standen beide Sorten während einiger Jahrhunderte im Gemischten Satz.

## Geschichte

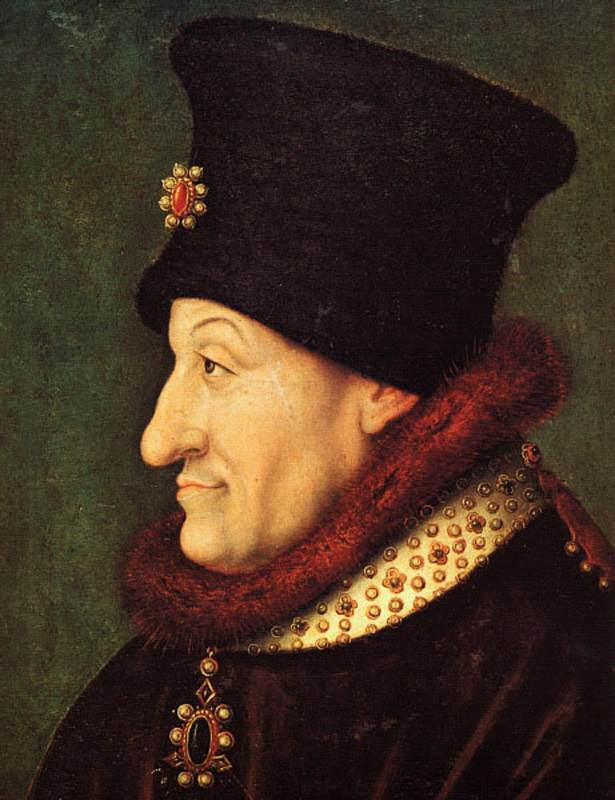
Philipp der Kühne verbot den Anbau von Gamay in Burgund

Benediktinermönche des Klosters Cluny und Zisterzienser der Abtei Clos de Vougeot brachten im 13. Jahrhundert den burgundischen Weinbau entscheidend nach vorne, indem sie den Einfluss des Terroirs auf die Weinqualität erkannten und ‘Gamay’ im Burgund anpflanzten, wo die Rebe nach einem gleichnamigen Dorf im heutigen Saint-Aubin an der Côte d’Or benannt wurde. Sie reifte sehr zuverlässig und lieferte hohe Erträge, so dass sie bald ein ernster Konkurrent für die heiklen und empfindlichen Pinot noir wurde. So kam es nicht von ungefähr, dass Herzog Philipp der Kühne von Burgund (1363–1404), der die kommerzielle Bedeutung des Weines für den Export längst erkannt hatte, 1395 in einem berühmten Dekret den Anbau von Gamay mit dem Argument der Schädlichkeit für die menschliche Gesundheit verbot und die Traube als „unehrenhaft“ („l’infâme et déloyal Gamay“) bezeichnete.
Diese Verdrängung aus den burgundischen Weinbergen kam der Qualität der Gamay aber sogar zugute, weil sie an den Granithängen des Beaujolais noch besser gedeiht als auf dem Kalksteinabbruch der Côte-d’Or.

## Ampelographische Sortenmerkmale
- Die Triebspitze ist offen. Sie ist weißwollig behaart, grünlich mit leicht rosafarbenem Anflug. Die bronzefarben gefleckten glänzenden Jungblätter sind nur spinnwebig behaart.
- Die mittelgroßen Blätter sind dreilappig und mäßig gebuchtet. Die Stielbucht ist V-förmig offen. Das Blatt ist spitz gesägt. Die Zähne sind im Vergleich zu anderen Rebsorten eng gesetzt. Die Blattoberfläche (auch Spreite genannt) ist glatt.
- Die walzenförmige Traube ist mittelgroß, meist geschultert und dichtbeerig. Die leicht ovalen Beeren sind mittelgroß und von violett-schwarzer Farbe. Die Beeren verfügen über eine dünne Schale und sind im Geschmack neutral.

Reife: Die Rebsorte reift etwa fünf bis sechs Tage nach dem Gutedel und gilt somit im internationalen Vergleich als früh reifend. Wegen seiner frühen Reife findet man den Gamay in nördlich gelegenen Anbaugebieten oder aber in Höhenlagen.
Die wüchsige Sorte ist anfällig gegen den Echten Mehltau und den Falschen Mehltau, neigt kaum zur Verrieselung. In feuchten Jahren werden die Beeren häufig von der Rohfäule befallen. Da der Gamay früh austreibt, ist er spätfrostgefährdet.

## Ertrag
Die Sorte bringt mittelhohe Erträge. Bei zu hohem Traubenansatz muss eine Ertragsregulierung durchgeführt werden.

## Wein
Die Trauben werden meist nicht mit einer Traubenmühle, sondern nur durch Eigendruck im Rotweingärständer, gequetscht. Die Sorte ergibt erfrischende, leichte Weine mit scharfen, bonbonartigen Himbeer- und Kirscharomen. Die Crus liefern etwas gehaltvollere und hochwertige Weine. Diese können teilweise erstaunlich lange reifen. Während der Primeur jung getrunken wird, erreichen manche Gamay aus den 10 Crus des Beaujolais ein Alter von bis zu 20 oder sogar 30 Jahren.

## Synonyme
Gamay ist auch unter 192 weiteren Namen bekannt: Bargogna, Beaujolais, Beuna di Susa, Black Gamet, Blauer Gamet, Borgogna, Borgogna Black, Borgogna Blaue, Borgonja, Borgonja Crna, Borgonja Istarska, Bougiole, Bourgignon, Bourguignon Noir, Burgundi Kek, Burgundi Nagyszemii, Burgundi Nagyszemu, Carcairone, Chambonat, Complant de Lune, Crna Borgonja, Erice Noir, Ericey du Acher, Gamai, Gamai Arnoul, Gamai Chatillon, Gamai d’Ovola, Gamai de la Claire, Gamai de la Dole, Gamai de Montagne, Gamai de Saint Cyr, Gamai de Varennes, Gamai du Jardin Moulin, Gamai Fin, Gamai Henryet, Gamai Morvandian, Gamai Noir, Gamai Rond, Gaman de Liverdun, Gamatraube, Gamay, Gamay a Jus Blanc, Gamay Beaujolais, Gamay Black, Gamay Charmont, Gamay Crni, Gamay d’Arcenant, Gamay d’Argenant, Gamay d’Auvergne, Gamay d’Evelles, Gamay d’Orleans, Gamay de Bevy, Gamay de Caudoz, Gamay de Fontvial, Gamay de Gresvray, Gamay de la Dole, Gamay de la Meurthe, Gamay de Liverdun, Gamay de Malain, Gamay de Saint Galmier, Gamay de Saint Peray, Gamay de Saint Romain, Gamay de Saint Romain la Motte, Gamay de Sainte Foix, Gamay de Toul, Gamay de Vaux, Gamay de Waux, Gamay des Gamays, Gamay des Trois Ceps, Gamay du Beaujolais, Gamay du Gatinais, Gamay du Moulin Moine, Gamay Geoffraj, Gamay Guillard, Gamay Joneris, Gamay Jonery, Gamay Labronde, Gamay Margerand, Gamay Mathieu, Gamay Mogneneins, Gamay Nero, Gamay Nero di Liverdun, Gamay Nicolas, Gamay Noar, Gamay Noir A Jus Blanc, Gamay Noir Petit, Gamay Ovoide, Gamay Petit, Gamay Picard, Gamay Piccolo Nero, Gamay Picolo, Gamay Plant Robert, Gamay Precoce, Gamay Rond, Gamay Sainte-Foix, Gamay Thomas, Gambonnin, Game, Game Black, Game Bojole, Game Bozhole, Game Burgundskii, Game Chernyi, Game Cornii, Game Crni, Game Krasnaya, Game Krasnyi, Game Noar, Game Nuar, Game Red, Game Ruj, Game Ruzh, Gamet, Gamet Blau, Gamet Blauer, Gamme, Gamw Pikkolo Nero, Gara Game, Garcairone, Gaumey, Goumey, Grand Liverdun, Gros Bourguignon Noir, Gros Gamai, Gros Rondelet, Grosse Dole, Grosse Race, Iverdoner, Kek Gamay, Lekant, Liverdon, Liverdun Blau, Liverdun Grand, Lyonnaise, Lyonnaise Commune, Lyonnaise du Jonchay, Melon, Melon Gross Blau, Melon Noir, Melonentraube Schwarz, Morvandiot, Nagyburgundi Kek, Nicola, Olivette Beaujolaise, Petit Bouirguignon, Petit Bourguignon, Petit Gamai, Petit Gamay, Petit Rondelet, Petite Lyonnaise, Piccolo Gamay, Plant Charmenton, Plant Charmeton, Plant Chataignet, Plant Chatillon, Plant d’Argenant, Plant d’Hery, Plant d’Arcenant, Plant d’Evelles, Plant d’Hery, Plant de Bevy, Plant de la Treille, Plant de Labronde, Plant de Limagne, Plant de Magny, Plant de Malin, Plant de Montagny Sous Beaune, Plant de Montlambert, Plant de Perrache, Plant de Perraghe, Plant des Carmes, Plant Montagny-Sous-Beaune, Plant Monternier, Plant Nicolas, Plant Nikolas, Plant Picard, Plant Robert, Plant Tachon, Plant Tondo, Plant Tondu, Pti Game, Pti Qame, Qame Bojole, Qame Nuar, Qame Qirmizi, Qame Ruj, Qara Qame, Recsei Fekete, Saumorille, Schwarze Melonentraube, Sulzentaler Blau, Verdunois.